# Heinrich Arnold Stockfleth

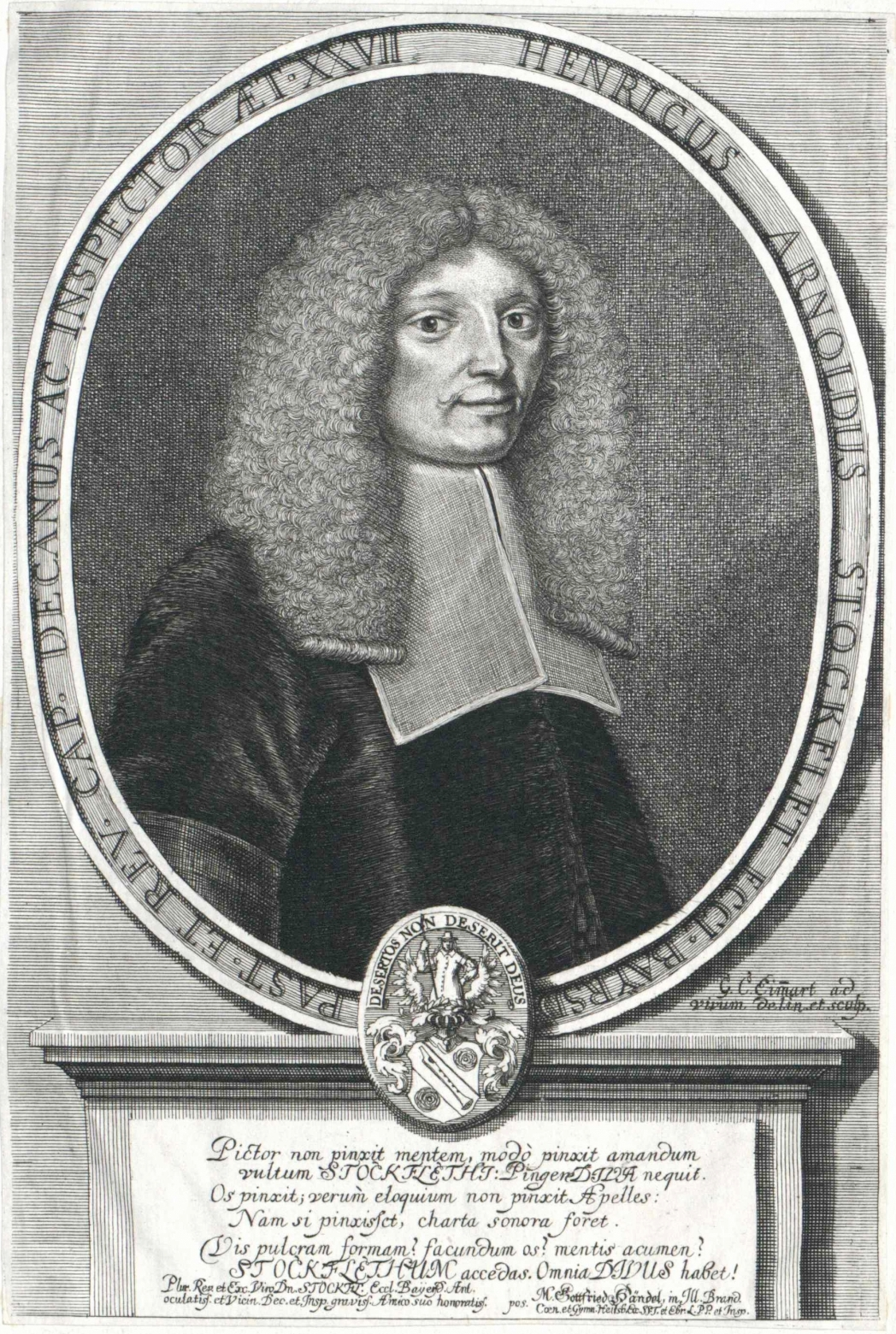
Heinrich Arnold Stockfleth, Stich von Georg Christoph Eimmart

Heinrich Arnold Stockfleth (17. April 1643 in Alfeld, Niedersachsen – 8. August 1708 in Münchberg, Oberfranken) war ein deutscher lutherischer Theologe, Pfarrer im Markgraftum Brandenburg-Bayreuth, Superintendent und Dichter im Nürnberger Pegnesischen Blumenorden.

## Leben und Werk
Als Sohn des der hannoverschen Konsistorialrats Johann Caspar Stockfleth studierte er in Altdorf Theologie. Nach dem Erwerb des Magistergrades trat er 1666 eine Pfarrstelle in Baiersdorf an. Seit dieser Zeit stand er in Verbindung mit Sigmund von Birken, der ihn 1668 unter dem Schäferpseudonym Dorus in den Pegnesischen Blumenorden aufnahm.
1669 trat Stockfleth als Verfasser des allegorischen Schäferromans Die Kunst- und Tugend-gezierte Macarie hervor, der von Ehrengedichten der Mitschäfer eingeleitet wird. Im März des Jahres heiratete er die Pfarrerswitwe Maria Catharina Heden, geb. Frisch, eine Tochter des berühmten Nürnberger Theologen Johann Leonhard Frisch. Zur Hochzeit erschien eine größere Gelegenheitsschrift der Pegnitzschäfer, die Fürtrefflichkeit des Lieblöblichen Frauenzimmers. In diesem Werk sind etliche Gedichte von Frauen vertreten, was zu dieser Zeit sehr ungewöhnlich war. Die Frauen erscheinen als gleichberechtigt neben ihren männlichen Dichterfreunden und artikulieren den Wunsch nach Respekt vor dem weiblichen Geschlecht.
Nach der Promotion unter Johann Adam Osiander in Tübingen wirkte Stockfleth von 15. Februar 1679 bis 19. August 1683 als erster Superintendent in Neustadt an der Aisch. Eine 1681 von der Landesbehörde eingeleitete Untersuchung führte im August 1683 zu dem Entschluss die ganze Geistlichkeit (das „Ministerium“) in Neustadt aufzulösen. Im selben Jahr gingen Heinrich und Maria Stockfleth nach Münchberg und erhielt die höchste geistliche Stelle in der Markgrafschaft Bayreuth. Nachdem Stockfleth 1688 vom Markgrafen aus dem Staats- und Kirchendienst entlassen worden war, wurde in Neustadt einige Jahre später Paul Eugenius Layritz sein Nachfolger. Nach dem Tod seiner Ehefrau hielt sich Stockfleth 1696 für längere Zeit in Schweden auf. Im Jahr zuvor hatte er Sophia Barbara Appold, geb. Baumgärtner, Witwe des ansbachischen Konsistorialpräsidenten, geheiratet.
Neben seiner literarischen Tätigkeit für die Nürnberger Dichtergesellschaft ist Stockfleth als Verfasser von Predigten, geistlichen Betrachtungen und Andachtsliedern, sowie als Bearbeiter von Kirchenliedern hervorgetreten.

## Schriften
- Die kunst- und tugend-gezierte Macarie, Teil 1. Nürnberg 1669. Neudruck, hrsg. von Volker Meid. Bern, Frankfurt/M.: Peter Lang 1978 (Nachdrucke deutscher Literatur des 17. Jahrhunderts, Bd. 19)